# ساعة أبل الإصدار 5
ساعة ابل الإصدار 5 هي طراز الجيل الخامس من ساعة ابل . تم إصداره في 20 سبتمبر 2019 خلال حدث خاص من ابل إلى جانب ايفون 11 . يكمن التحسن الأساسي الذي تتمتع به عن اصداراتها السابقه هو تضمين شاشة تعمل دائمًا. لقد تلقى مراجعات إيجابية في الغالب من النقاد، حيث أثنى المراجعون بالشاشة التي تعمل دائمًا، لكنهم ينتقدون أن هناك القليل من التحسينات في الساعة السابقة. تم إيقافه في 15 سبتمبر 2020 ، بعد إصدار ساعة ابل الإصدار 6

## نظرة عامة
تحتوي ساعة ابل الإصدار5 شاشة تعمل دائمًا مع شاشة أكسيد متعدد البلورات منخفض الحرارة موفرة للطاقة ومحرك شاشة منخفض الطاقة قادر على معدلات تحديث منخفضة تصل إلى مرة واحدة في الثانية. لم يتم تضمين الشاشة التي تعمل دائمًا في ساعة ابل الإصدار 4 تشمل المميزات الجديدة الإضافية مكالمات الطوارئ الدولية التي تتيح مكالمات الطوارئ في أكثر من 150 دولة، ومعالج S5 أكثر كفاءة في استخدام الطاقة، ومستشعر الإضاءة المحيطة المحسن، ومضاعفة سعة التخزين إلى 32 جيجابايت، وإضافة مقياس مغناطيسي ، والذي يتيح وظيفة البوصلة. كما أعادت طبقة الجلسسة ( الطبقة الخامسة في نموذج أو إس أي) بنموذج سيراميك غائب عن الجيل السابق، ونموذج جديد من التيتانيوم يأتي بلونين: اللون الأساسي والفضاء الأسود.

## استقبال
أعطاها النقاد بشكل عام مراجعة إيجابية. أعطتها سي نت ( موقع وسائط تعليمي أمريكي) درجة 4/5 ، وخلصت إلى ان ساعة ابل لا تزال واحدة من أفضل الساعات الذكية، لكنها لا تزال محدودة بكونها أحد ملحقات الايفون في الوقت الحالي."  أعطتها ديجيتل تريندس (موقع إخباري عن التكنولوجيا) درجة 4.5 / 5. أعطتها ذا فيرج ( موقع أمريكي مختص في الصحافة التكنولوجية ) درجة 9/10.

## روابط خارجية
- Apple Watch Series 5